# 骄虫
骄虫是记载於《山海经·中次六经》的妖怪，样子像人但是两个头。是能蛰人的虫的首领，要用公鸡当祭品，但不用杀鸡，祭祀完就能放掉鸡。也是居住在平缝山氏族的图腾信仰。叫做有蟜氏《神异典》也有骄虫，《说文》十三云: “骄，虫也”。

## 原文
平逢山中次六经缟羝山之首，曰平逢之山，南望伊、洛，东望榖城之山，无草、木，无水，多沙石。有神焉,其状如人而二首,名曰骄虫,是为螫虫,实惟蜂蜜之庐。其祠之,用一雄鸡，禳而勿杀。